# Sapromyza virescens
Sapromyza virescens är en tvåvingeart som först beskrevs av Macquart 1851.  Sapromyza virescens ingår i släktet Sapromyza och familjen lövflugor. Inga underarter finns listade i Catalogue of Life.